# Divisione Regionale 1 2023-2024 (pallacanestro maschile)
La Divisione Regionale 1 2023-2024 è la 1ª edizione del torneo Divisione Regionale 1 nato a seguito della riforma dei campionati di pallacanestro italiani. La competizione è iniziata nell'ottobre del 2023 e conclusa a giugno 2024.

## Campionati regionali disputati
| Regione               | Gironi presenti | Gironi presenti | Gironi presenti | Gironi presenti | Gironi presenti | Gironi presenti |
| --------------------- | --------------- | --------------- | --------------- | --------------- | --------------- | --------------- |
| Abruzzo               | Unico           | Unico           | Unico           | Unico           | Unico           | Unico           |
| Calabria              | Unico           | Unico           | Unico           | Unico           | Unico           | Unico           |
| Campania              | Girone A        | Girone A        | Girone B        | Girone B        | Girone C        | Girone C        |
| Emilia-Romagna        | Girone A        | Girone A        | Girone A        | Girone B        | Girone B        | Girone B        |
| Friuli-Venezia Giulia | Girone A        | Girone A        | Girone B        | Girone B        | Girone C        | Girone C        |
| Lazio                 | Girone A        | Girone A        | Girone B        | Girone B        | Girone C        | Girone C        |
| Liguria               | Ponente         | Ponente         | Ponente         | Levante         | Levante         | Levante         |
| Lombardia             | Girone A        | Girone B        | Girone C        | Girone D        | Girone E        | Girone F        |
| Marche                | Girone A        | Girone A        | Girone A        | Girone B        | Girone B        | Girone B        |
| Piemonte              | Girone A        | Girone A        | Girone B        | Girone C        | Girone D        | Girone D        |
| Puglia                | Girone A        | Girone A        | Girone A        | Girone B        | Girone B        | Girone B        |
| Sardegna              | Unico           | Unico           | Unico           | Unico           | Unico           | Unico           |
| Sicilia               | Girone A        | Girone A        | Girone A        | Girone B        | Girone B        | Girone B        |
| Toscana               | Girone A        | Girone A        | Girone B        | Girone B        | Girone C        | Girone C        |
| Trentino-Alto Adige   | Unico           | Unico           | Unico           | Unico           | Unico           | Unico           |
| Umbria                | Unico           | Unico           | Unico           | Unico           | Unico           | Unico           |
| Veneto                | Girone A        | Girone A        | Girone B        | Girone B        | Girone C        | Girone C        |

## Formula
Non c'è una formula comune a tutti i campionati, perché sono gestiti in maniera differente da ogni regione. In generale, si segue lo schema dei gironi all'italiana che si concludono con i play-off e i play-out. Le squadre promosse vengono ammesse in Serie C, mentre, le formazioni retrocesse (qualora i campionati ammettano la retrocessione) sono costrette a giocare in Divisione Regionale 2.Tale campionato rappresenta l'ultimo livello a carattere regionale per la regione Calabria.

## Verdetti

### Promozioni in Serie C e vincitori dei Campionati Regionali
| Regione               | Squadre promosse             | Squadre promosse              | Squadre promosse              | Squadre promosse             |
| --------------------- | ---------------------------- | ----------------------------- | ----------------------------- | ---------------------------- |
| Abruzzo               | Alba Basket                  | Alba Basket                   | Alba Basket                   | Alba Basket                  |
| Calabria              | Pollino Basket Castrovillari | Pollino Basket Castrovillari  | Pollino Basket Castrovillari  | Pollino Basket Castrovillari |
| Campania              | Virtus Basket Pozzuoli       | Casal di Principe Basket Club | Casal di Principe Basket Club | Polisportiva Basket Agropoli |
| Emilia-Romagna        | Scuola Pallacanestro Vignola | Scuola Pallacanestro Vignola  | Cestistica Argenta            | Cestistica Argenta           |
| Friuli-Venezia Giulia | Basket Neonis Vallenoncello  | Basket Neonis Vallenoncello   | Basket Neonis Vallenoncello   | Basket Neonis Vallenoncello  |
| Lazio                 | Borgo Don Bosco Basket       | Borgo Don Bosco Basket        | Bracciano Basket              | Bracciano Basket             |
| Liguria               | Gino Landini Basket Lerici   | Gino Landini Basket Lerici    | Gino Landini Basket Lerici    | Gino Landini Basket Lerici   |
| Lombardia             | New Basket Pisogne           | New Basket Pisogne            | Ebro Basket Milano            | Ebro Basket Milano           |
| Marche                | Giovane Robur Osimo          | Giovane Robur Osimo           | Giovane Robur Osimo           | Giovane Robur Osimo          |
| Piemonte              | Granda College Cuneo         | Granda College Cuneo          | Granda College Cuneo          | Granda College Cuneo         |
| Puglia                | Fortitudo Trani              | Fortitudo Trani               | CUS Foggia                    | CUS Foggia                   |
| Sardegna              | Basket Coral 93 Alghero      | Basket Coral 93 Alghero       | Basket Coral 93 Alghero       | Basket Coral 93 Alghero      |
| Sicilia               | Capo Asd                     | Capo Asd                      | Siracusa Basket               | Siracusa Basket              |
| Toscana               | GEA Basketball Grosseto      | GEA Basketball Grosseto       | GEA Basketball Grosseto       | GEA Basketball Grosseto      |
| Trentino-Alto Adige   | Valsugana Basket             | Valsugana Basket              | Valsugana Basket              | Valsugana Basket             |
| Umbria                | Basket Gubbio                | Basket Gubbio                 | Basket Gubbio                 | Basket Gubbio                |
| Veneto                | Basket Pergine               | Basket Pergine                | Basket Pergine                | Basket Pergine               |